# سيرجيو روجاس كارمونا
سيرجيو روجاس كارمونا (بالإسبانية: Sergio Rojas Carmona)‏ هو سياسي مكسيكي، ولد في 24 يناير 1968 في ولاية مكسيكو في المكسيك. حزبياً، نشط في حزب الثورة الديمقراطية. وقد انتخب عضو مجلس النواب المكسيك.